# Ideonella livida
Ideonella livida es una bacteria gramnegativa del género Ideonella. Fue descrita en el año 2020. Su etimología hace referencia al color azul. Es aerobia y móvil por flagelo polar. Tiene un tamaño de 0,8-1,0 μm de ancho por 2-4 μm de largo. Forma colonias azules, convexas y lisas en agar R2A tras 48 horas de incubación. Temperatura de crecimiento entre 25-37 °C, óptima de 30 °C. Catalasa y oxidasa positivas. Se ha aislado de agua dulce en el lago Dream, Taiwán. 